# Лам (літера)

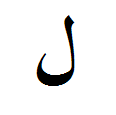
Ізольована форма літери

Лам (араб. لام‎‎; ла̄м) — двадцять третя літера арабської абетки, позначає звук [l].
В ізольованій та кінцевій позиціях лам має вигляд ل; в початковій та серединній — لـ.
Лам належить до сонячних літер.
Літері відповідає число 30.
В перській мові ця літера також має назву «лам» (перс. لام), звучить як [l].

## В юнікоді
| Юнікод         | U+0644            |
| Ім'я в юнікоді | ARABIC LETTER LAM |
| HTML           | &#1604;           |
| ISO 8859-6     | 0xe4              |